# Secrétariat d'État à l'Administration militaire
Le secrétariat d'État à l'Administration militaire d'Espagne (en espagnol : Secretaría de Estado de Administración Militar) est le secrétariat d'État chargé du personnel, des enseignements et du service militaire entre 1990 et 1996.
Il relève du ministère de la Défense.

## Missions

### Organisation
Le secrétariat d'État s'organise de la manière suivante,, : 
- Secrétariat d'État à l'Administration militaire (Secretaría de Estado de Administración Militar) ; 
  - Secrétariat général technique (Secretaría General Técnica) ; 
    - Vice-secrétariat général technique ;
    - Sous-direction générale des Services techniques ;
    - Sous-direction générale des Ressources et de l'Information administrative ;
    - Centre des publications ;

  - Direction générale du Personnel (Dirección General de Personal) ; 
    - Sous-direction générale du Personnel militaire ;
    - Sous-direction générale du Personnel civil ;
    - Sous-direction générale des Coûts de personnel et des Pensions militaires ;
    - Sous-direction générale de l'Assistance sanitaire et de l'Action sociale ;

  - Direction générale des Enseignements (Dirección General de Enseñanza) ; 
    - Sous-direction générale de la Réglementation éducative ;
    - Sous-direction générale de la Gestion éducative ;

  - Direction générale des Services (Dirección General de Servicios) ; 
    - Sous-direction générale du Régime intérieur ;
    - Sous-direction générale des Centres et des Services ;
    - Siège des communications militaires ;

  - Direction générale du Service militaire (Dirección General del Servicio Militar) ; 
    - Sous-direction générale des Études et des Plans ;
    - Sous-direction générale du Recrutement ;
    - Sous-direction générale de la Prestation du service militaire.

## Titulaires
| Titulaire | Titulaire                | Début      | Fin        | Parti | Ministre                                      |
| --------- | ------------------------ | ---------- | ---------- | ----- | --------------------------------------------- |
|           | Gustavo Suárez Pertierra | 23/05/1990 | 21/07/1993 | PSOE  | Narcís Serra Julián García Vargas             |
|           | Julián Arévalo Arias     | 31/07/1993 | 02/10/1995 | PSOE  | Julián García Vargas Gustavo Suárez Pertierra |
|           | Emilio Octavio de Toledo | 02/10/1995 | 11/10/1996 | Sans  | Gustavo Suárez Pertierra                      |